# Barlinek
Barlinek [bar'ljinɛk] (tyska: Berlinchen) är en stad i västra Polen, belägen i Powiat myśliborski i Västpommerns vojvodskap, vid Barlineksjöns utlopp i floden Płonia, omkring 30 km norr om den större staden Gorzów Wielkopolski. Staden har 14 277 invånare (2012). Staden grundades på 1200-talet av tyska bosättare som Neu Berlin och tillhörde historiskt landskapet Neumark i Brandenburg (sedermera även Preussen). Rester av stadens medeltida stadsmur finns bevarade. Sedan 1945, då regionen öster om Oder tillföll Polen, heter staden officiellt sitt polska namn, Barlinek.

## Kända invånare
- Emanuel Lasker (1868-1941), världsmästare i schack 1894-1921.